# Iniistius twistii
Iniistius twistii là một loài cá biển thuộc chi Iniistius trong họ Cá bàng chài. Loài cá này được mô tả lần đầu tiên vào năm 1856.

## Từ nguyên
Từ định danh của loài cá này được theo tên của Albertus Jacobus Duymaer van Twist, Toàn quyền của Đông Ấn Hà Lan trước đây.

## Phạm vi phân bố và môi trường sống
I. twistii có phạm vi phân bố tập trung chủ yếu Tây Thái Bình Dương, và ít được biết đến ở Ấn Độ Dương. Loài cá này được ghi nhận từ vùng biển Nam Nhật Bản trải dài đến quần đảo Ryukyu và đảo Đài Loan, mở rộng phạm vi đến Philippines và các nhóm đảo phía đông - nam Indonesia; năm 2008 và 2012, một vài cá thể I. twistii được thu thập ở vùng biển phía nam Ấn Độ.
I. twistii sống xung quanh các rạn san hô ở vùng đáy cát, độ sâu đến ít nhất là 20 m.

## Mô tả
Chiều dài cơ thể tối đa được ghi nhận ở I. twistii là 20 cm. Trán dốc và cứng chắc là điểm đặc trưng của hầu hết các loài thuộc chi Iniistius. Điều này giúp chúng có thể dễ dàng đào hang dưới cát bằng đầu của mình.
Cơ thể có màu xám nhạt với một mảng đốm lớn màu đỏ ở bên thân (nằm bên dưới gai vây lưng thứ 4 đến thứ 10); bên dưới đốm đỏ là một vùng màu trắng (sáng màu hơn so với thân). Vây lưng có các dải màu xanh lam và màu vàng. Rìa vây lưng và vây hậu môn có viền màu vàng nhạt. Đuôi bo tròn, có màu xanh lam với các đốm vàng.
Số gai ở vây lưng: 9; Số tia vây ở vây lưng: 12; Số gai ở vây hậu môn: 3; Số tia vây ở vây hậu môn: 12; Số tia vây ở vây ngực: 13.